# NORRI's KITCHEN
『NORRI's KITCHEN』（ノリーズ・キッチン）は、2016年10月3日から2017年9月29日までRadio NEOで放送されていたラジオ番組。

## 放送時間
- 毎週月曜 - 金曜 12:00 - 14:56

## パーソナリティ
- NORRI

## タイムテーブル
2016年12月現在のタイムテーブルであり、時間に関しては日によって変動する場合がある。
- 12:00 オープニング
- 12:20 Beside The News
- 12:35 Best Hits From ○○'s
- 12:50 Gadget And Staff
- 13:10 Afternoon Lunch Time Mix
- 13:45 Trend Kitchen 795
- 14:20 Area Two Area
- 14:40 Food Express
- 14:50 今夜キメるバラッド
- 14:53 エンディング

## ゲスト
番組ブログ、Radio NEO ゲスト情報、NORRI's KITCHEN 公式Twitterを元に更新。特に記載がない場合は生出演。
2016年
- 10月17日：ジョン・B・チョッパー
- 10月20日：Leyona、臼井ミトン
- 11月1日：矢島舞美（℃-ute）
- 11月2日：松ヶ下宏之
- 11月7日：わーすた
- 11月8日：名古屋市立大学 「市大祭」実行委員会
- 11月11日：大槻ケンヂ、橘高文彦
- 11月16日：SORAMIMI（UNI、Juna、tmtmのみ）
- 11月23日：逗子三兄弟（次男・大雅のみ）、a flood of circle
- 11月26日：塗 利樹（マセラティ名古屋）
- 11月29日：ヒグチアイ
- 11月30日：塗 利樹（マセラティ名古屋）